# Maja Plisetskaja

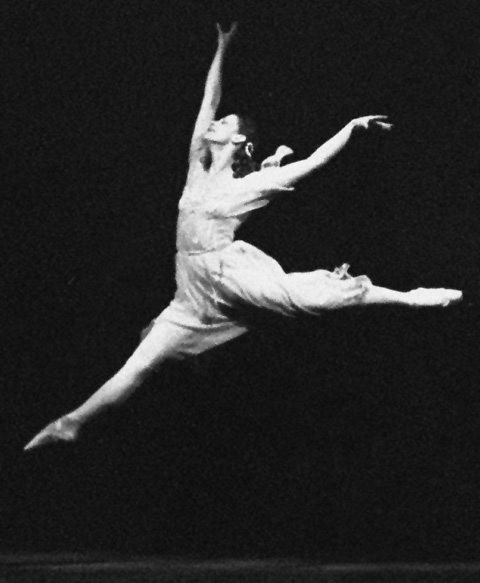
Maja Plisetskaja 1961.

Maja Michajlovna Plisetskaja (ryska: Майя Михайловна Плисецкая), född 20 november 1925 i Moskva, Sovjetunionen, död 2 maj 2015 i München, var en rysk ballerina och koreograf. Hon utnämndes 1960 till prima ballerina assoluta.

## Biografi
Maja Plisetskaja föddes 1925 i en judisk familj. Mellan 1932 och 1934 var hennes familj bosatt på Spetsbergen, där fadern var chef för kolgruveföretaget Arktikugol. Han avrättades 1938 under Stalins utrensningar, och modern, skådespelerska, deporterades till Kazakstan. Den unga Maja adopterades då av sin moster, ballerinan Sulamith Messerer.
Plisetskaja studerade balett för Jelizaveta Gerdt vid Bolsjojteaterns balettskola och anställdes vid examenstillfället av Bolsjojbaletten 1943. I november samma år dansade hon sin första viktiga roll, i baletten Sylfiderna. Hon visade sig vara en ovanligt talangfull ballerina med höga danshopp i kombination med teknisk styrka. Hon hade en mycket böjlig rygg, vilket var en fördel i exempelvis Don Quijote och Den döende svanen. Det sistnämnda numret kom att bli hennes absoluta bravurnummer. 
Trots sin framgång och sällsynta talang behandlades Plisetskaja illa av Bolsjojbalettens ledning. Hon var judinna i en tämligen antisemitisk omgivning och tilläts inte turnera med sällskapet förrän 1956. År 1959 framträdde hon i USA och Kanada och vann där publikens hjärtan med sin tekniska briljans och sinne för dramatik.
Plisetskajas mest hyllade roller var som Odette-Odile i Svansjön (1947) och Aurora i Törnrosa (1961). 1958 förärades hon hederstiteln Folkets artist. Samma år gifte hon sig med den sju år yngre kompositören Rodion Sjtjedrin. 1960 lämnade Galina Ulanova balettscenen, och Plisetskaja utnämndes då till ny prima ballerina assoluta. I Bolsjojteaterns filmversion av Tolstojs Anna Karenina spelade hon 1974 huvudrollen. Hon hade tidigare haft huvudrollen i sin makes uppsättning av samma verk 1971. Under 1980-talet tillbringade Plisetskaja och Sjtjedrin en hel del tid utomlands. I mitten och slutet av decenniet var hon konstnärlig ledare för Operabaletten i Rom och senare för Spanska nationalbaletten i Madrid.

## Eftermäle
Asteroiden 4626 Plisetskaya är uppkallad efter henne.

## Repertoar (urval)
- 1937 – Törnrosa
- 1943 – Sylfiderna
- 1944 – Giselle
- 1945 – Raymonda
- 1947 – Svansjön
- 1949 – Springbrunnen i Bachtjisaraj
- 1954 – Stenblomman
- 1961 – Romeo och Julia
- 1962 – Spartacus
- 1967 – Anna Karenina